# Świątynia Kastora i Polluksa
Świątynia Kastora i Polluksa (Aedes Castoris) – jedna z najstarszych świątyń w Rzymie, znajdująca się w południowo-wschodniej części Forum Romanum. Dedykowana była Kastorowi i Polluksowi w podzięce za zwycięstwo w bitwie nad jeziorem Regillus.
Zgodnie z legendą podczas stoczonej w 493 roku p.n.e. bitwy nad jeziorem Regillus ujrzano Dioskurów najpierw walczących po stronie Rzymian, a później ponownie, jak po odniesionym zwycięstwie poili swoje konie przy źródle Juturny bijącym na Forum Romanum. Dyktator Aulus Postumiusz Albus przyrzekł wówczas wybudowanie w tym miejscu boskim braciom świątyni, która została oddana i poświęcona przez jego syna w 484 roku p.n.e. W roku 117 p.n.e. świątynia została przebudowana przez Luciusa Ceciliusa Metellusa Dalmaticusa. Dodane zostało wówczas wykonane z betonu podium – jest to najstarszy poświadczony przypadek użycia tego surowca. Ponownej przebudowy dokonał w 6 roku n.e. Tyberiusz, poświęcając wówczas świątynię swemu bratu Druzusowi.
W swojej klasycznej formie z czasów Augusta świątynia była budynkiem o wymiarach 50×20 m, posadowionym na wysokim betonowym podium o wysokości ok. 7 metrów. Cellę, mierzącą 19,7 m długości i 16 m szerokości, poprzedzał pronaos o wymiarach 9,90×15,80 m, wsparty na wzniesionych w porządku korynckim kolumnach, ośmiu od frontu i po jedenaście na bocznych ścianach. Wewnątrz świątyni przechowywano oficjalne wzorce miar i wag, zaś pomiędzy kolumnami w fasadzie frontowej znajdowały się zamykane metalowymi drzwiami komnaty, w których zgromadzony był skarb publicznych oraz majątki osób prywatnych.
Dzieje świątyni po upadku imperium rzymskiego pozostają nieznane. W XV wieku istniały już tylko zachowane do dzisiaj trzy marmurowe kolumny o wysokości 12,50 m, podtrzymujące fragment fryzu.